# Ninheira
Ninheira este un oraș în Minas Gerais (MG), Brazilia.